# Нугаева, Лилия Руслановна
Лилия Руслановна Нугаева (род. 10 мая 2002) — российская дзюдоистка, серебряный призёр чемпионата России 2024 года и бронзовый призёр чемпионата России 2023 года, обладательница Кубка России 2023 года, мастер спорта России (2019).

## Биография
Лилия Нугаева родилась 10 мая 2002 году. Дзюдо занимается с шестилетнего возраста. Воспитанница Центральной спортивной школы и Центра спортивной подготовки Саратовской области. Окончила общеобразовательную школу № 57 города Саратова.
Удостоена звания «Мастер спорта России» в 2019 году.
Лилия победительница и призёр первенств мира, Европы и России среди юниоров и молодёжи.
В 2022 году Нугаева стала обладательницей серебряной медали на Всероссийской спартакиаде.
На чемпионате России 2023 года стала двукратным бронзовым призёром в категории до 52 кг и командном соревновании за Приволжский федеральный округ, чуть позже выиграла Кубок России в этой же категории.
В октябре 2024 года в весовой категории до 52 кг стала серебряным призёром чемпионата России по дзюдо. В командном турнире, в составе ПФО, также стала обладателем серебра. 

## Спортивные результаты
- Чемпионат России по дзюдо 2023 — .
- Кубок России по дзюдо 2023 — ;
- Чемпионат России по дзюдо 2024 — .